# رز سفید

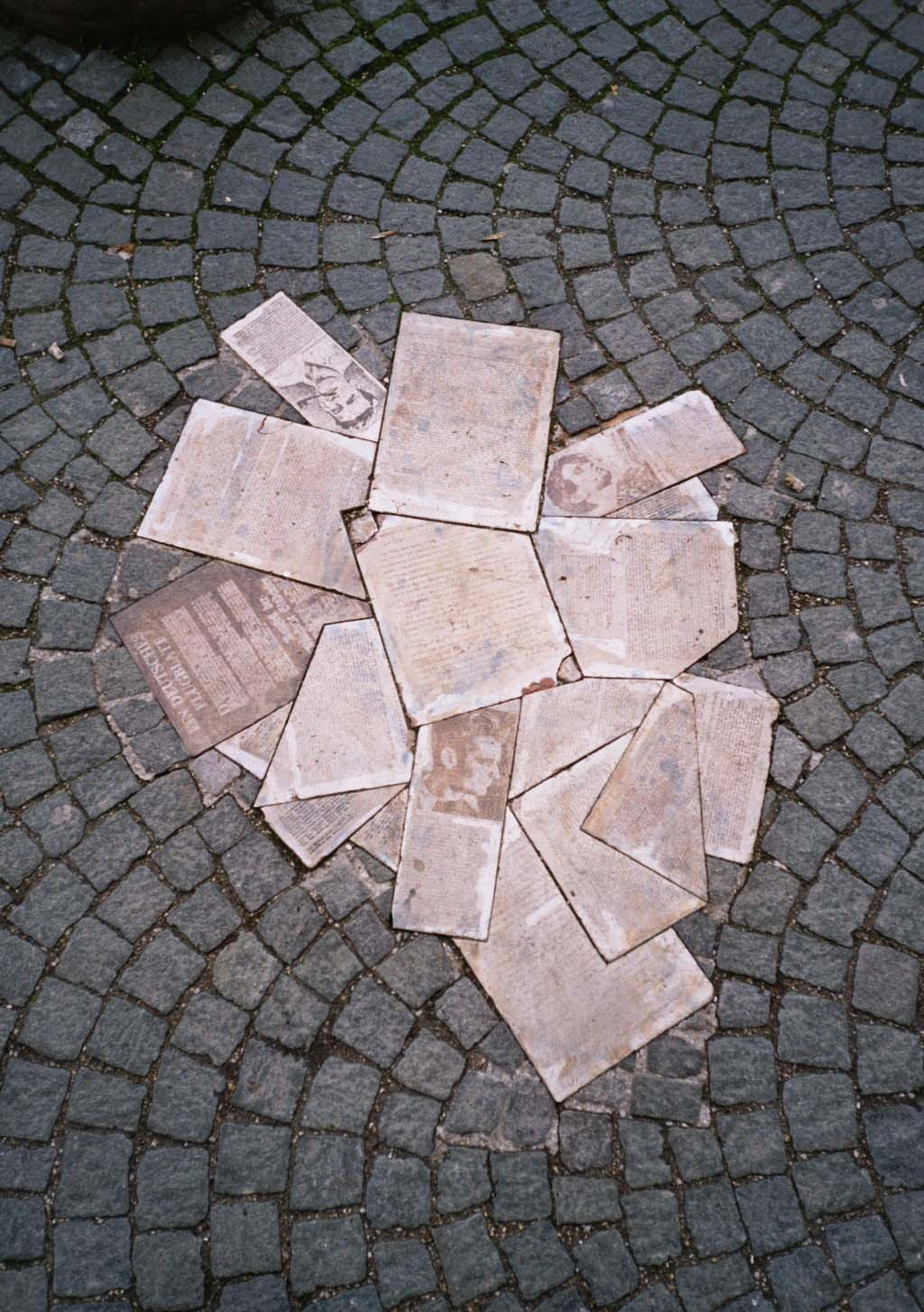
بنای یادبود برای «رز سفید» در مقابل دانشگاه لودویگ ماکسیمیلیان مونیخ

رز سفید (آلمانی: die Weiße Rose) یک جنبش مقاومت غیرخشونت آمیز در آلمان نازی به رهبری یک گروه از دانشجویان و استادان دانشگاه مونیخ بود. این گروه با انتشار اعلامیه و بیانیه و نقاشی‌های دیواری در برابر نازی‌ها به مبارزه و مخالفت پرداختند. فعالیت‌های رز سفید در مونیخ در ۲۷ ژوئن ۱۹۴۲ آغاز و با دستگیری اعضای اصلی توسط گشتاپو در ۱۸ فوریه ۱۹۴۳ به پایان رسید. اعضای اصلی و همچنین سایر اعضا و حامیان این گروه که در توزیع این جزوات نقش داشتند در دادگاهی موسوم به دادگاه خلق (Volksgerichtshof) محکوم به اعدام یا حبس ابد شدند.
این گروه نوشته‌ها و جزوات خود را در ابتدا در مناطق مونیخ توزیع کرد. بعد از آن، کپی‌هایی از این جزوات مخفیانه به دیگر شهرستان‌ها عمدتاً در جنوب غربی آلمان آورده و توزیع گردید. در مجموع رز سفید شش جزوه و در ۱۵۰۰۰ نسخه منتشر کرد. آن‌ها با انتشار اخبار جنایات و ظلم و ستم رژیم نازی به مخالفت با آن‌ها پرداختند. آن‌ها در جزوه دوم خود آزار و اذیت و قتل‌عام یهودیان را آشکارا محکوم کردند. امروز اعضای این جنبش در زمره قهرمانان ملی آلمان و در سراسر جهان قرارگرفته‌اند.

## نگارخانه

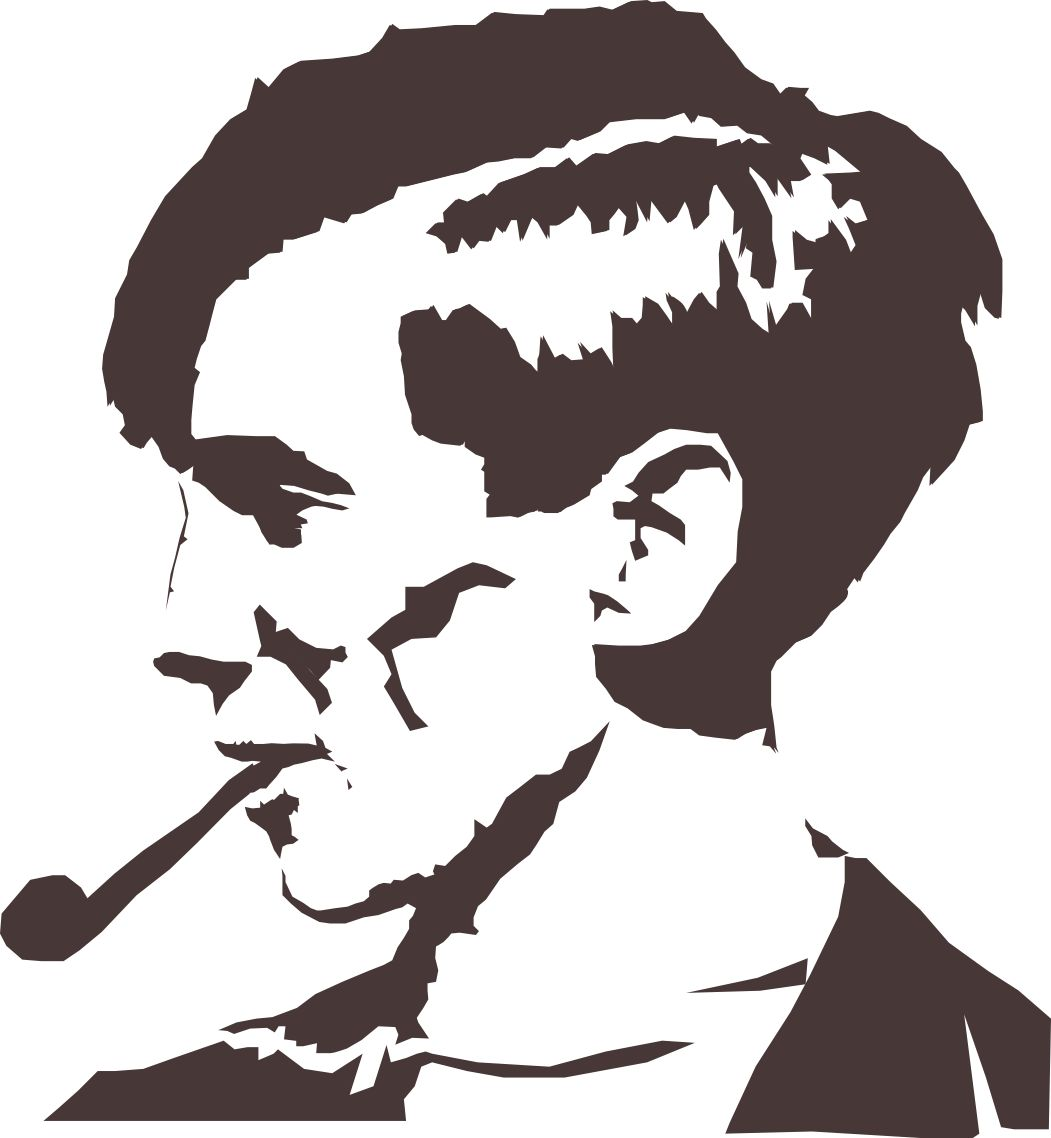
الکساندر شمورل
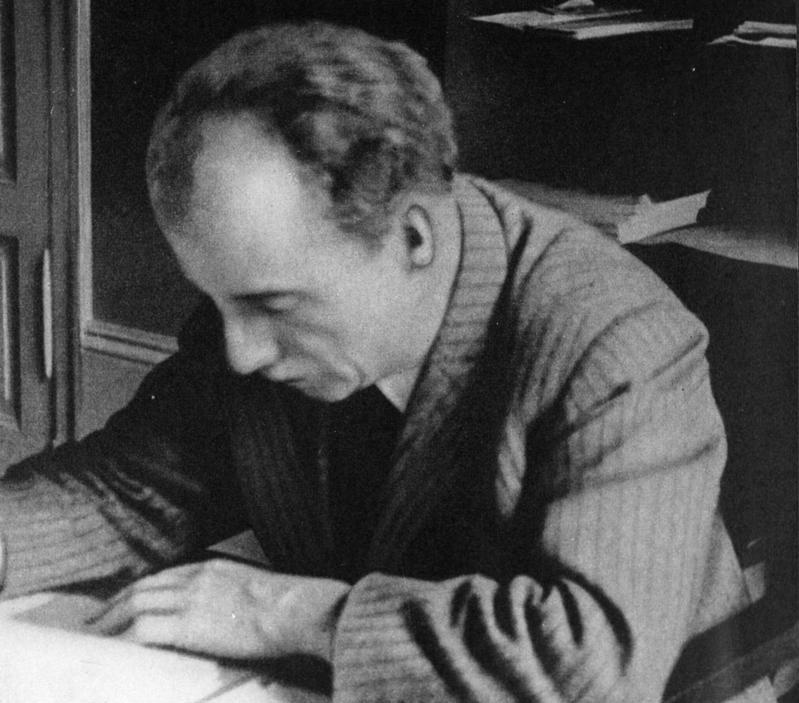
کورت هوبر